# Tholera uniformis
Tholera uniformis là một loài bướm đêm trong họ Noctuidae.